# Csaba Horváth
Csaba Horváth (Budapest, 7 giugno 1971) è un canoista ungherese.
Ha vinto 2 medaglie olimpiche ad Atlanta 1996 nel C2 500 m e C2 1000, in coppia con György Kolonics. Ha vinto ben undici titoli mondiali.

## Palmarès
- Olimpiadi

Atlanta 1996: oro nel C2 500 m e bronzo nel C2 1000 m.
- Mondiali

1993: oro nel C2 500 m.
1994: oro nel C4 1000 m e argento nel C2 200 m, C2 500 m e C4 200 m.
1995: oro nel C2 200 m, C2 500 m, C2 1000 m, C4 200 m e C4 500 m.
1997: oro nel C2 500 m e C4 500 m, argento nel C2 1000 m e C4 200 m.
1998: oro nel C2 500 m, C4 500 m e C4 1000 m.
1999: bronzo nel C4 1000 m.
- Campionati europei di canoa/kayak sprint

Plovdiv 1997: oro nel C2 1000m e C4 500m, argento nel C2 500m.